# География ДР Конго

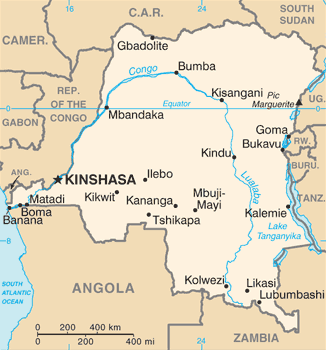
Карта Демократической Республики Конго от ЦРУ World Factbook

Демократическая Республика Конго, бывший Заир — государство в центральной Африке, граничащее с Республикой Конго, Центральноафриканской Республикой, Южным Суданом, Угандой, Руандой, Бурунди, Танзанией, Замбией, Анголой, в том числе с ангольским анклавом Кабинда. Демократическая Республика Конго была бывшей колонией Бельгии.
Занимает площадь 2 345 410 км².

Рельеф ДРК

Общая длина государственной границы составляет 10 744 км протяженность границ с Анголой — 2511 км, с Бурунди — 233 км, с Центральноафриканской Республикой — 1577 км, с Республикой Конго — 2410 км, с Руандой — 217 км, с Южным Суданом — 628 км, с Танзанией — 473 км, с Угандой — 765 км и с Замбией — 1930 км.
На крайнем своём западе, ДРК имеет выход к Атлантическому океану на коротком участке побережья между Анголой и Конго, в нижнем течении реки Конго, протяжённость которого составляет лишь 37 км — это наименьший показатель среди всех стран мира после Боснии и Герцеговины, у которой береговая линия всего 23 км.
Территория страны занимает бассейн реки Конго. С востока территория страны ограничена Восточно-Африканским рифтом (англ.). Вдоль восточной границы пролегает полоса глубоких впадин Восточно-Африканской рифтовой системы, обрамленная горами (массив Рувензори) самая высокая вершина — пиком Стэнли (5109 м). По линии впадин расположены крупные озера Эдуард, Альберт, Киву, Мверу, Танганьика. К северу от озера Киву находится вулканический массив Вирунга (всего около 100 вулканов, высота до 4507 м. — гора Карисимби) с действующими вулканами Ньямлагира и Ньирагонго.
Более половины территории покрыто вечнозелеными влажными тропическими лесами с исключительно разнообразным животным миром. По мере удаления от экватора леса становятся все более разреженнее, переходя в галерейные. На юге и крайнем севере страны — высокотравные саванны. Почти 15 % территории ДРК занимают заповедники и национальные парки, самые известные из которых — Упемба, Вирунга, Гарамба, Северная и Южная Салонга и др.
Частично территория ДР Конго относится к экваториальному климатическому поясу, частично к субэкваториальному или к саваннам.

### Животный мир

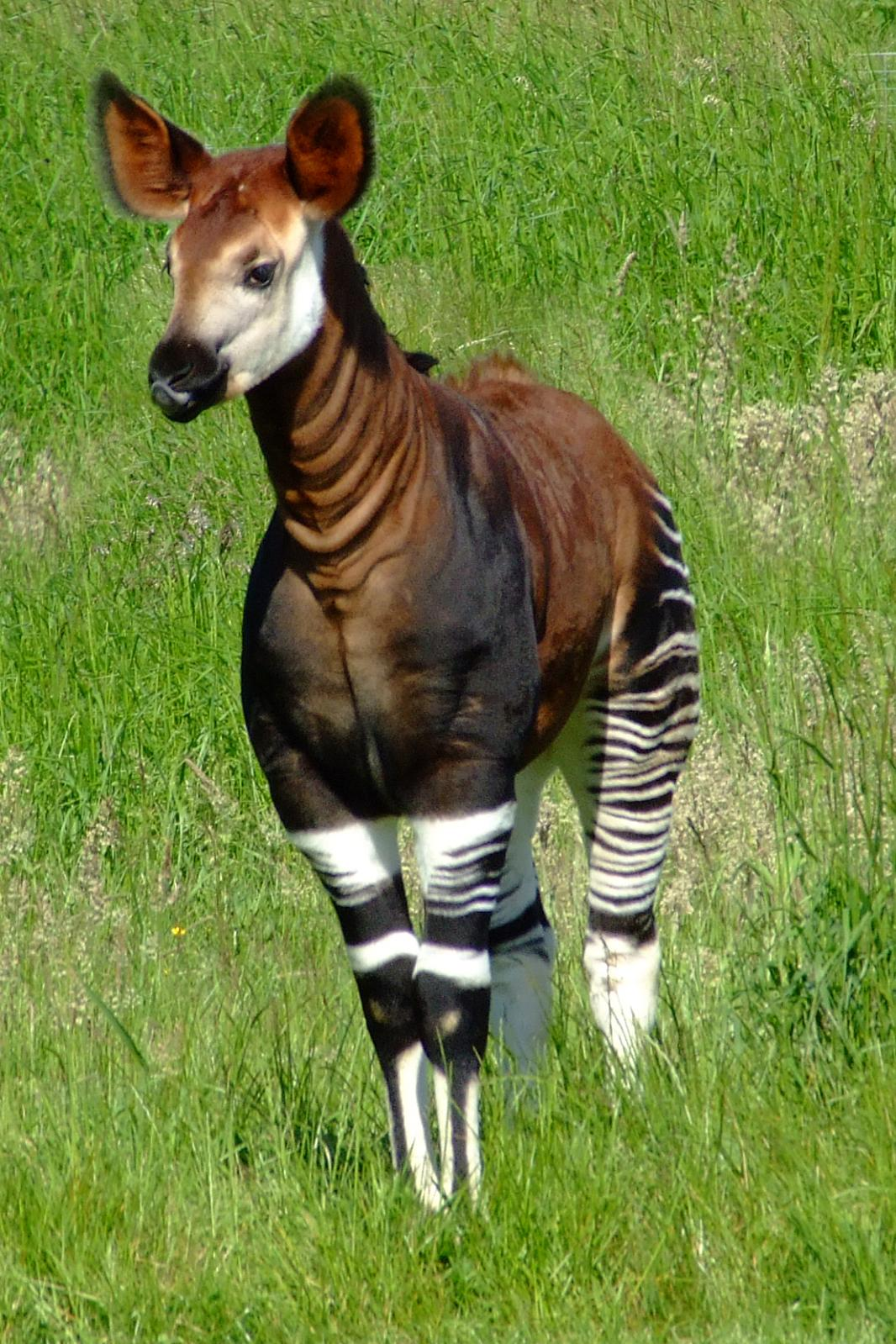
Окапи — эндемик ДРК

Более половины территории страны покрыто влажными экваториальными лесами.
На территории ДРК обитают 1200 видов птиц:турако, тугайные соловьи, чекановые горихвостки, козодои, иглохвосты; марабу и бакланы обитают колониями.
Окапи, млекопитающее — эндемик Демократической Республики Конго.
Из млекопитающих на территории ДР Конго Обитают такие животные как — лев, гепард, шимпанзе, горилла, леопард, слон, бегемот, каракал, жираф, бородавочник.